# Apol·lo citarede
Un Apol·lo citarede és una estàtua o altra imatge d'Apol·lo que porta una cítara (instrument de corda pinçada), un dels seus atributs principals.
Entre els exemplars més coneguts hi ha l'Apol·lo citarede dels Museus Vaticans, dit també Apol·lo Musageta, una estàtua colossal de marbre del segle ii dC obra d'un escultor romà desconegut. El déu Apol·lo apareix coronat amb fulles de llorer i duu el vestit llarg dels bards jònics. Fou trobada el 1774 al costat de set estàtues de les muses en les ruïnes de la vil·la de Gai Cassi Longí, prop de Tívoli.
Al Gran Saló del Palau Nou dels Museus Capitolins es conserva una escultura de marbre restaurada com un Apol·lo citarede, malgrat que actualment es considera que no era un Apol·lo citarede, sinó una representació de Potos, i seria una còpia d'una obra d'Escopes de Paros (segle iv aC). Al mateix saló es troba també un altre Apol·lo citarede de marbre de 2,29 m, còpia d'un original hel·lenístic atribuït a Timàrquides, del segle ii aC.
També es conserva un Apol·lo citarede al Museu del Prado de Madrid, també atribuït a Timàrquides, de marbre blanc d'1,10 m, al qual li manquen braços i cap.
Altres exemples són l'Apol·lo de Màntua (Louvre) i l'Apol·lo Barberini, possiblement una còpia de l'estàtua de culte del temple d'Apol·lo Palatí conservada a la Gliptoteca de Múnic.

## Galeria d'imatges

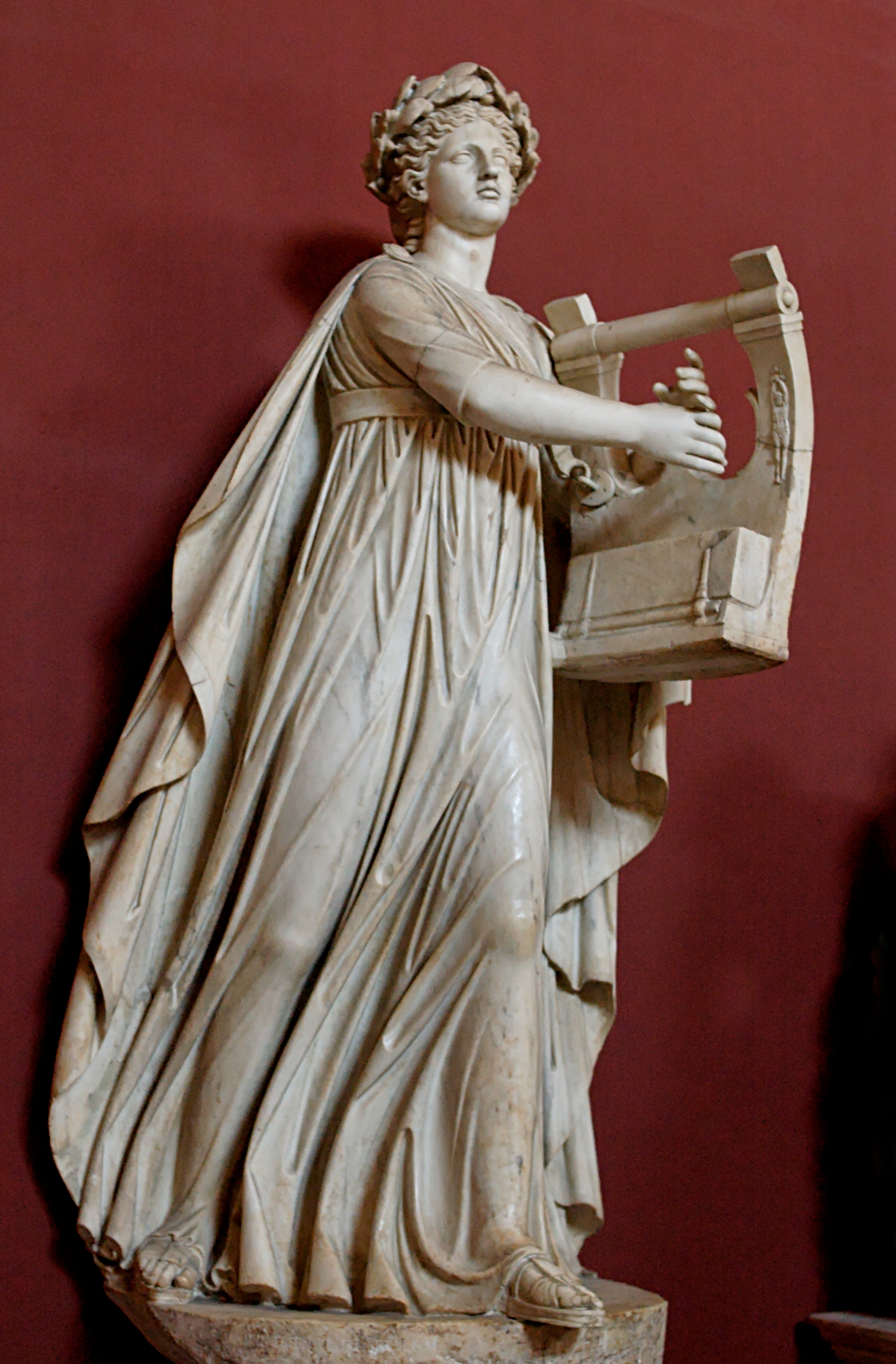
L'Apol·lo citarede dels Museus Vaticans
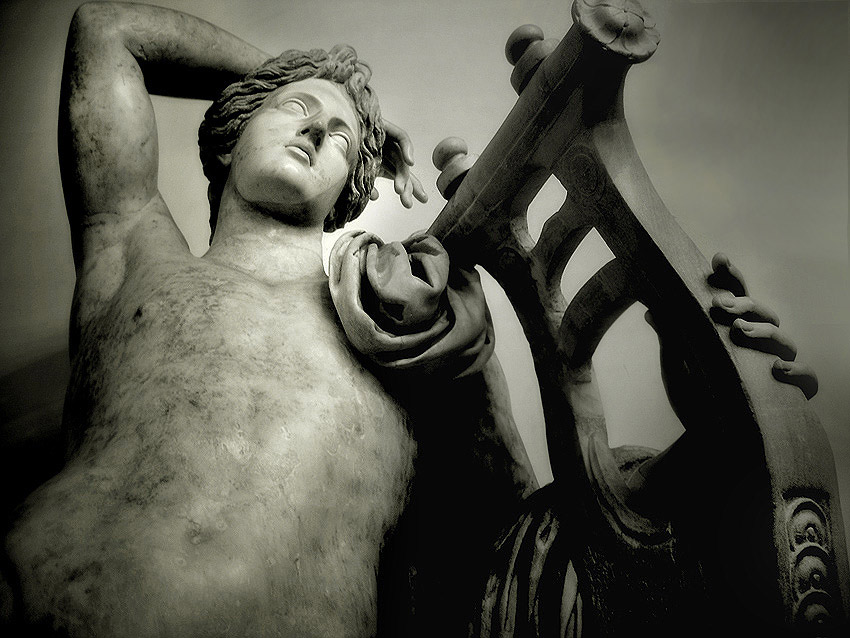
L'Apol·lo citarede de Timàrquides dels Museus Capitolins
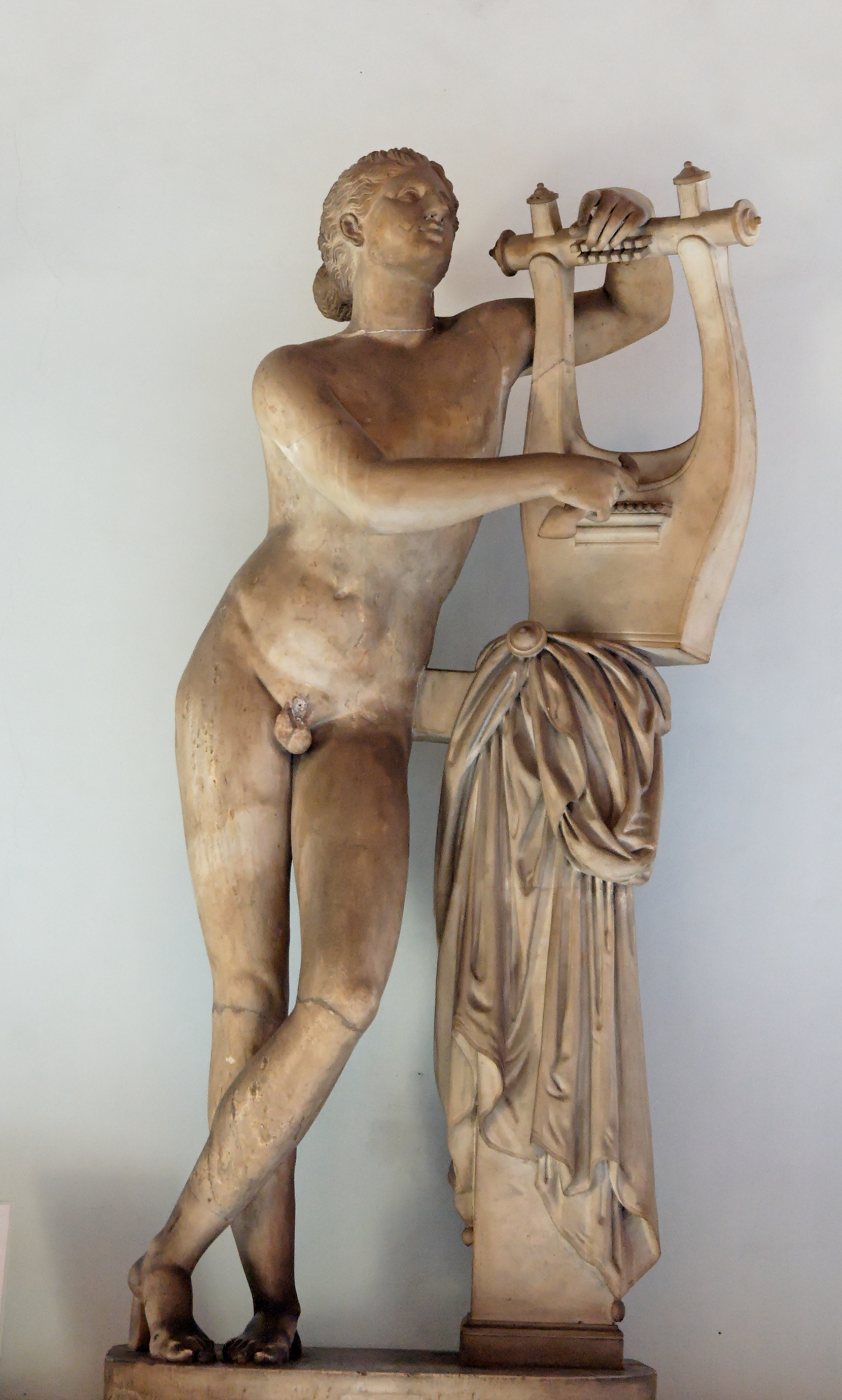
El Potos-Apol·lo d'Escopes dels Museus Capitolins
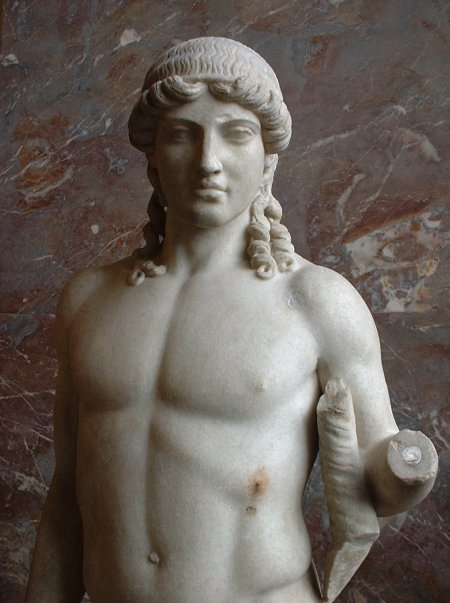
Apol·lo de Màntua
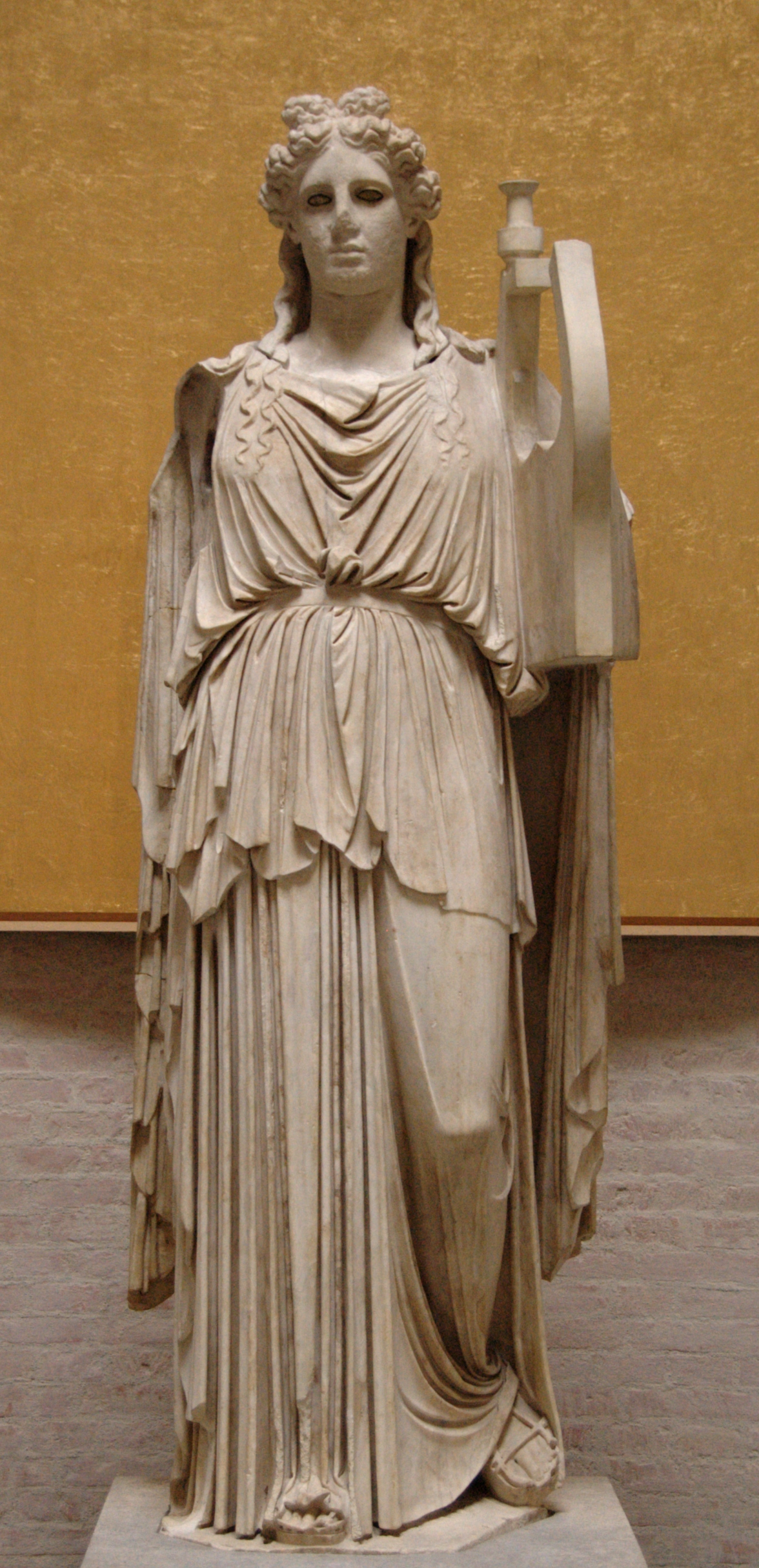
Apol·lo Barberini
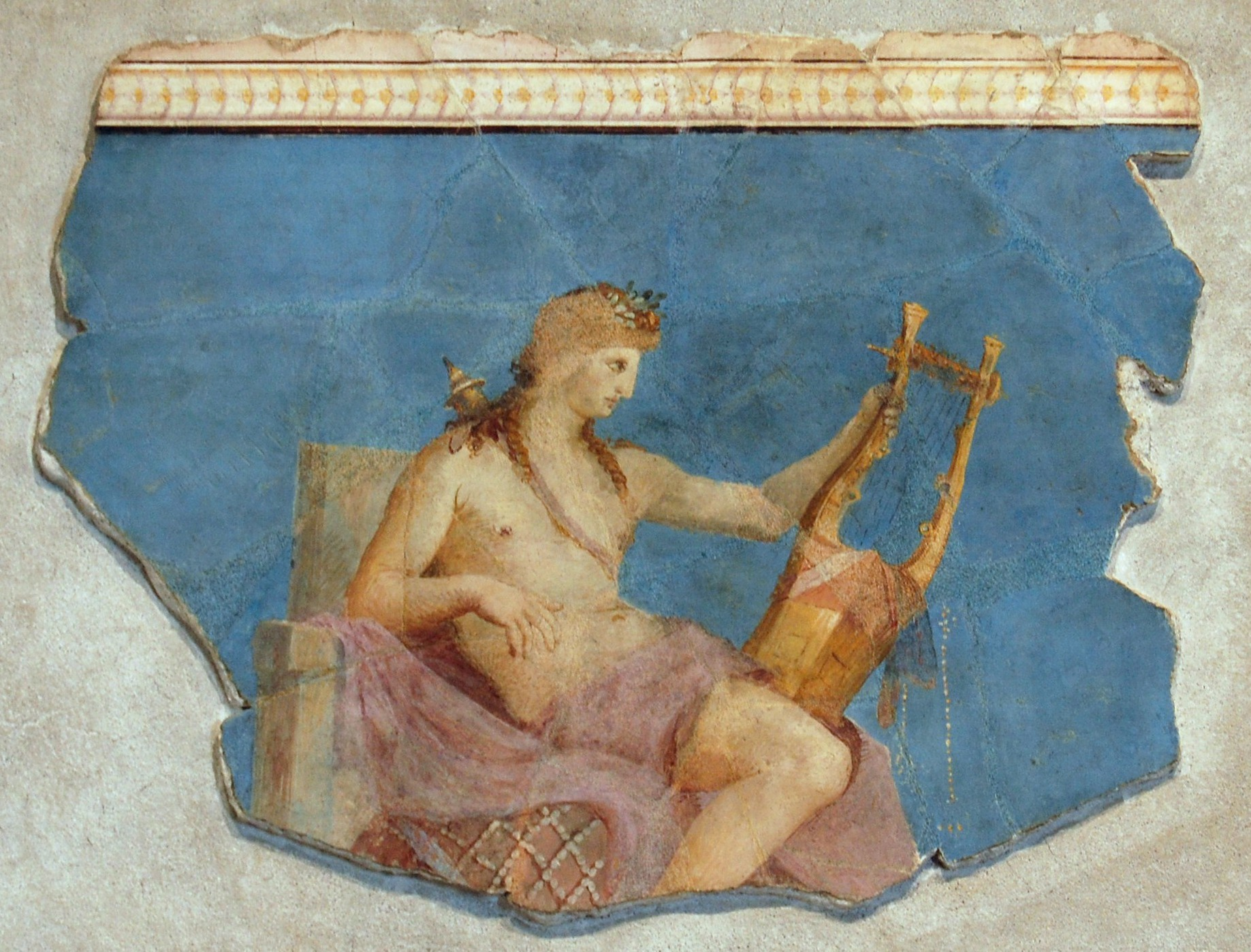
Representació d'Apol·lo citarede en un fresc conservat al Museu Palatí de Roma